# Paradoxurus zeylonensis
Espèce
Statut de conservation UICN

 LC  : Préoccupation mineure
La Civette palmiste de Ceylan (Paradoxurus zeylonensis) est un mammifère carnivore de la famille des viverridés, endémique du Sri Lanka. Elle est considérée comme vulnérable dans la liste rouge de l'UICN. Son aire de répartition est très fragmentée, et l'étendue et la qualité de sont habitat décline au Sri Lanka.
Cette espèce a été décrite par Peter Simon Pallas en 1778.
Elle est de petit gabarit et a une robe brun doré et brun foncé.

## Taxonomie
Le nom valide complet (avec auteur) de ce taxon est Paradoxurus zeylonensis (Schreber, 1778).
L'espèce a été initialement classée dans le genre Viverra sous le protonyme Viverra zeylonensis Schreber, 1777.
Ce taxon porte en français le nom vernaculaire ou normalisé suivant : Civette de Ceylan.

### Synonymie
Paradoxurus zeylonensis a pour synonyme :
- Viverra zeylonensis Schreber, 1777